# アンドレ・レイドマイヤー
アンドレ・レイドマイヤー（André Rademeyer、1998年6月24日 - ）は、ナミビアのラグビーユニオン選手。

## プロフィール
- ナミビア・ウィントフック出身[1]。
- ポジションはプロップ(PR)。
- 身長 182cm、体重 100kg
- ナミビア代表キャップは3（2025年4月現在）でラグビーワールドカップ2019のナミビア代表に選ばれた[2]。

## 略歴
ウェルウィッチアスを経て、2020年、リーズ・タイクスに加入。